# Igreja de Nossa Senhora do Monte de Caparica

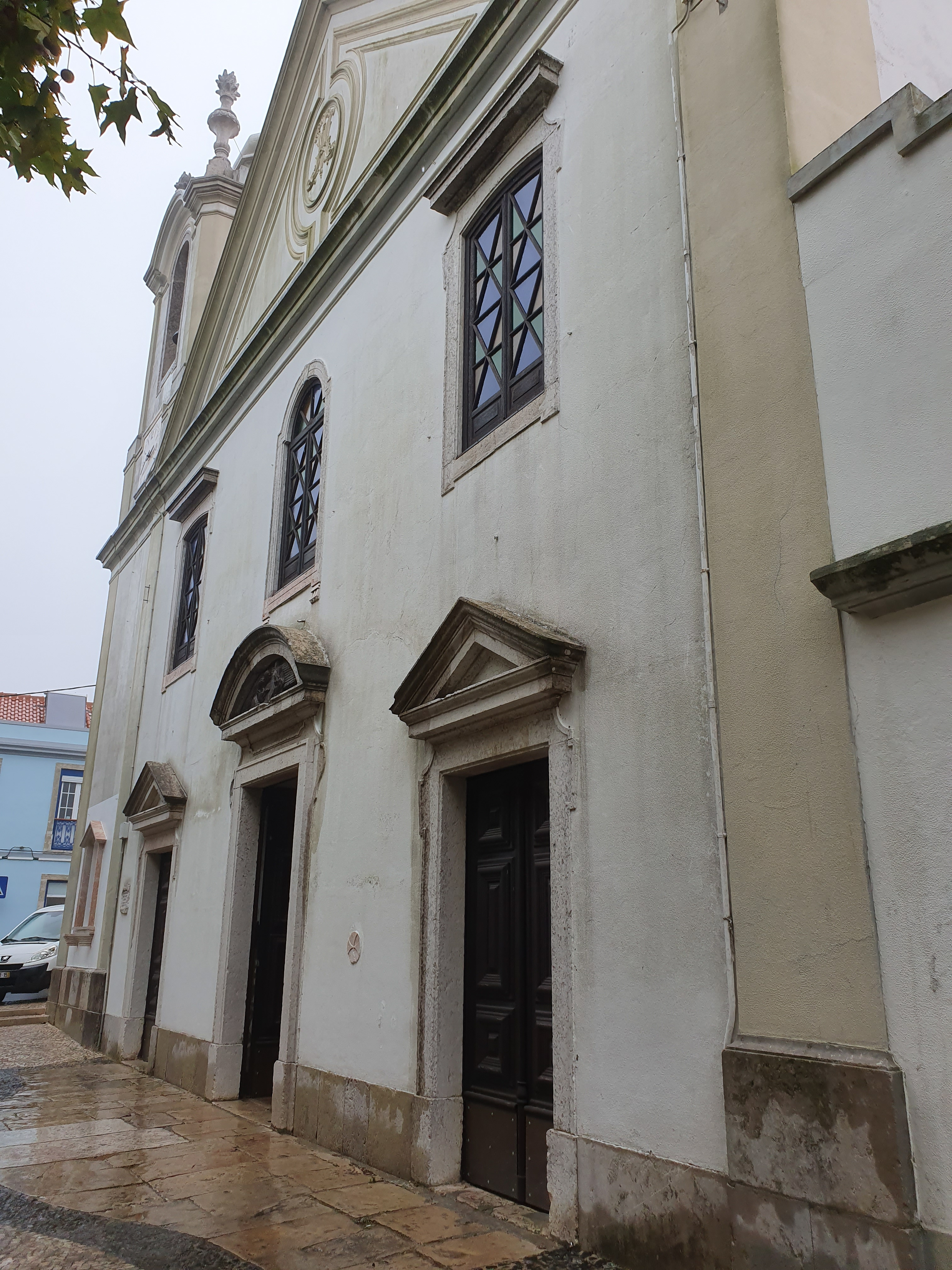
Igreja de Nossa Senhora do Monte de Caparica

A Igreja de Nossa Senhora do Monte de Caparica, também referida como Igreja Paroquial do Monte da Caparica, Igreja de Nossa Senhora do Monte e Igreja Paroquial de Nossa Senhora da Concórdia, localiza-se no Monte da Caparica, Município de Almada, em Portugal.
Possui uma fachada semelhante às reconstruções realizadas após o Terramoto de 1 de Novembro de 1755, tendo estas obras da reconstrução sido custeadas pela Irmandade de Nossa Senhora da Concórdia. 
No interior da igreja podemos ver uma das melhores coleções de azujelaria do município. No altar-mor, os azulejos são do estilo neoclássico, decorados com medalhões de cor amarela e sépia, sobre fundo branco. Os azulejos das paredes laterais da nave apresentam cenas a azul e branco e molduras polícromas. Os azulejos do baptistério e das paredes laterais do monumento poderão ter sido produzidos na Fábrica do Rato, em Lisboa.